# Miconia cowanii
Miconia cowanii är en tvåhjärtbladig växtart som beskrevs av John Julius Wurdack. Miconia cowanii ingår i släktet Miconia och familjen Melastomataceae. Inga underarter finns listade i Catalogue of Life.